# اچ‌ام‌اس بت (۱۸۹۶)

{{Infobox ship characteristics
اچ‌ام‌اس بت (۱۸۹۶) (به انگلیسی: HMS Bat (1896)) یک کشتی بود که طول آن ۲۲۰ فوت (۶۷ متر) Length overall بود. این کشتی در سال۱۸۹۸ (میلادی)|۱۸۹۸]] ساخته شد.